# División-A 2012
La División-A 2012 fue la décima segunda temporada de la primera división del fútbol tuvaluano. De los 8 equipos participantes el Nauti FC resultó campeón, consiguiendo así su séptimo título en la competición.

## Equipos participantes
| Equipo        | Isla       | 2011         |
| ------------- | ---------- | ------------ |
| Lakena United | Nanumea    | 3.º          |
| Manu Leava    | Nukulaelae | 6.º          |
| FC Nanumaga   | Nanumanga  | no participó |
| Nauti FC      | Funafuti   | 1.º          |
| FC Niutao     | Niutao     | no participó |
| Nui           | Nui        | no participó |
| Tumanuku      | Nukufetau  | 7.º          |
| FC Tofaga     | Vaitupu    | 4.º          |

## Clasificación
| Pos | Equipo        | PJ | G | E | P | GF | GC | Dif | Pts |
| --- | ------------- | -- | - | - | - | -- | -- | --- | --- |
| 1   | Nauti FC      | 7  | 5 | 1 | 1 | 16 | 7  | +9  | 16  |
| 2   | Tumanuku      | 7  | 5 | 0 | 2 | 13 | 7  | +6  | 15  |
| 3   | Manu Laeva    | 7  | 4 | 2 | 1 | 15 | 6  | +9  | 14  |
| 4   | FC Tofaga     | 7  | 4 | 1 | 2 | 20 | 6  | +14 | 13  |
| 5   | FC Nanumaga   | 7  | 3 | 0 | 4 | 12 | 9  | +3  | 9   |
| 6   | FC Niutao     | 7  | 3 | 0 | 4 | 14 | 20 | -6  | 9   |
| 7   | Lakena United | 7  | 2 | 0 | 5 | 8  | 24 | -16 | 6   |
| 8   | Nui           | 7  | 0 | 0 | 7 | 2  | 22 | -20 | 0   |

J: partidos jugados; G: partidos ganados; E: partidos empatados; P: partidos perdidos; GF: goles a favor;
 GC: goles en contra; DG: diferencia de goles; Pts: puntos

|  |

## Resultados
| Nauti FC   | 2:3 | Lakena United | 4 de febrero |
| Manu Laeva | 1:2 | FC Niutao     | 4 de febrero |
| Tumanuku   | 1:0 | FC Nanumaga   | 4 de febrero |
| FC Tofaga  | 4:1 | Nui           | 4 de febrero |

| Manu Laeva | 5:0 | Lakena United | 10 de febrero |
| Nauti FC   | 2:0 | FC Niutao     | 10 de febrero |
| FC Tofaga  | 2:0 | FC Nanumaga   | 11 de febrero |
| Tumanuku   | 3:0 | Nui           | 11 de febrero |

| FC Tofaga     | 0:2 | Nauti FC    | 16 de febrero |
| Nui           | 1:3 | FC Niutao   | 16 de febrero |
| Lakena United | 0:2 | FC Nanumaga | 18 de febrero |
| Manu Laeva    | 2:1 | Tumanuku    | 18 de febrero |

| FC Nanumaga   | 1:2 | Manu Laeva | 25 de febrero |
| FC Tofaga     | 0:1 | Tumanuku   | 25 de febrero |
| Nui           | 0:3 | Nauti FC   | 25 de febrero |
| Lakena United | 2:6 | FC Niutao  | 25 de febrero |

| FC Tofaga | 6:0 | Lakena United | 3 de marzo |
| Tumanuku  | 1:3 | Nauti FC      | 3 de marzo |
| Nui       | 0:3 | Manu Laeva    | 3 de marzo |
| FC Niutao | 1:4 | FC Nanumaga   | 3 de marzo |

| Nauti FC      | 3:2 | FC Nanumaga | 10 de marzo |
| Manu Laeva    | 1:1 | FC Tofaga   | 10 de marzo |
| Tumanuku      | 3:1 | FC Niutao   | 10 de marzo |
| Lakena United | 3:0 | Nui         | 10 de marzo |

| Manu Laeva | 1:1 | Nauti FC      | 17 de marzo |
| FC Tofaga  | 7:1 | FC Niutao     | 17 de marzo |
| Tumanuku   | 3:1 | Lakena United | 17 de marzo |
| Nui        | 0:3 | FC Nanumaga   | 17 de marzo |

| Bandera de Tuvalu           |
| Campeón Nauti FC 7.º título |

## Goleadores
| Jugador    | Equipo    | Goles | Partidos |
| ---------- | --------- | ----- | -------- |
| Felo Feoto | Tumanuku  | 5     | 7        |
| Malakai    | FC Tofaga | 5     | 7        |